# Otto Schumann (Musikwissenschaftler)
Otto Emil Schumann (* 7. Juni 1897 in Hannover; † 15. Juni 1981 in Bayreuth) war ein deutscher Musikwissenschaftler und Hochschullehrer. Als Redakteur und freier Autor schrieb er über Musik und Literatur.

## Leben und Werk
Schumanns Vater war Gustav Bruno Schumann, Chefredakteur der Volkswacht, der ersten sozialdemokratischen Tageszeitung. Die Mutter war Anna Emilie Schumann geb. Morgner.
Während des Ersten Weltkriegs bestand Otto Schumann 1915 am realgymnasialen Zweig des Ratsgymnasiums Bielefeld das Abitur. Er trat in die Kaiserliche Marine und nahm als Marineoffizier am ganzen Krieg teil. Nach der Novemberrevolution entlassen, studierte er Musikwissenschaft an der Universität Frankfurt am Main, der Friedrich-Wilhelms-Universität zu Berlin, der Georg-August-Universität Göttingen und der Universität Leipzig. Ab November 1922 leitete er die wirtschaftspolitische Redaktion der Neuen Leipziger Zeitung. Später war er für sie Musikkritiker. Daneben war er von 1923 bis 1934 Dozent am Zeitungswissenschaftlichen Institut der Universität Leipzig. Er lebte ab 1935 in Traubing und später in Stechendorf, Landkreis Bayreuth. Seinen Lebensunterhalt verdiente er als freier Autor in den Sparten Musik, Theater und Literatur. Außerdem übersetzte er Bücher aus dem Englischen und dem Französischen.
Schumann verfasste zwei Dutzend  Bücher über Oper, Operette, Chormusik und Schauspiel sowie über Orchester-, Kammer- und Klaviermusik. Er veröffentlichte auch einen Literaturführer und ein Handbuch für Autoren. Einige Bestseller erreichten zahlreiche Neuauflagen.

## Schriften
- Meyers Opernbuch. Bibliographisches Institut, Leipzig 1938 (Nachdruck Berlin 1948).
- Meyers Konzertführer. Bibliographisches Institut, Leipzig 1936.
- Meyers Konzertführer. Chormusik.Bibliographisches Institut, Leipzig 1938.
- Geschichte der deutschen Musik. Bibliographisches Institut, Leipzig 1940.
- Albert Lortzing, 1801–1851, Bibliographisches Institut, Leipzig, 1941.
- Orchesterbuch. Hübener, Berlin 1949.
- Schumanns Schauspielbuch. Hübener, Wilhelmshaven 1950.
- Schumanns Kammermusikbuch. Hübener, Wilhelmshaven 1951.
- Handbuch der Klaviermusik. Hübener, Wilhelmshaven 1952.
- Schumanns Chormusik- und Klavierliedbuch. Hübener, Wilhelmshaven 1953.
- Wege zum Musikverständnis, Fackelverlag, Stuttgart, 1963.
- Der große Schauspielführer. Pawlak, Herrsching 1981.
- Handbuch der Kammermusik. Hübener, Wilhelmshaven 1983.
- Grundlagen und Techniken der Schreibkunst. Pawlak, Herrsching 1983.
- mit Franz Krezdorn: Der neue Literaturführer –  Dichtung aus aller Welt. Seehamer, Weyarn 1996.